# ATR (виробник літаків)

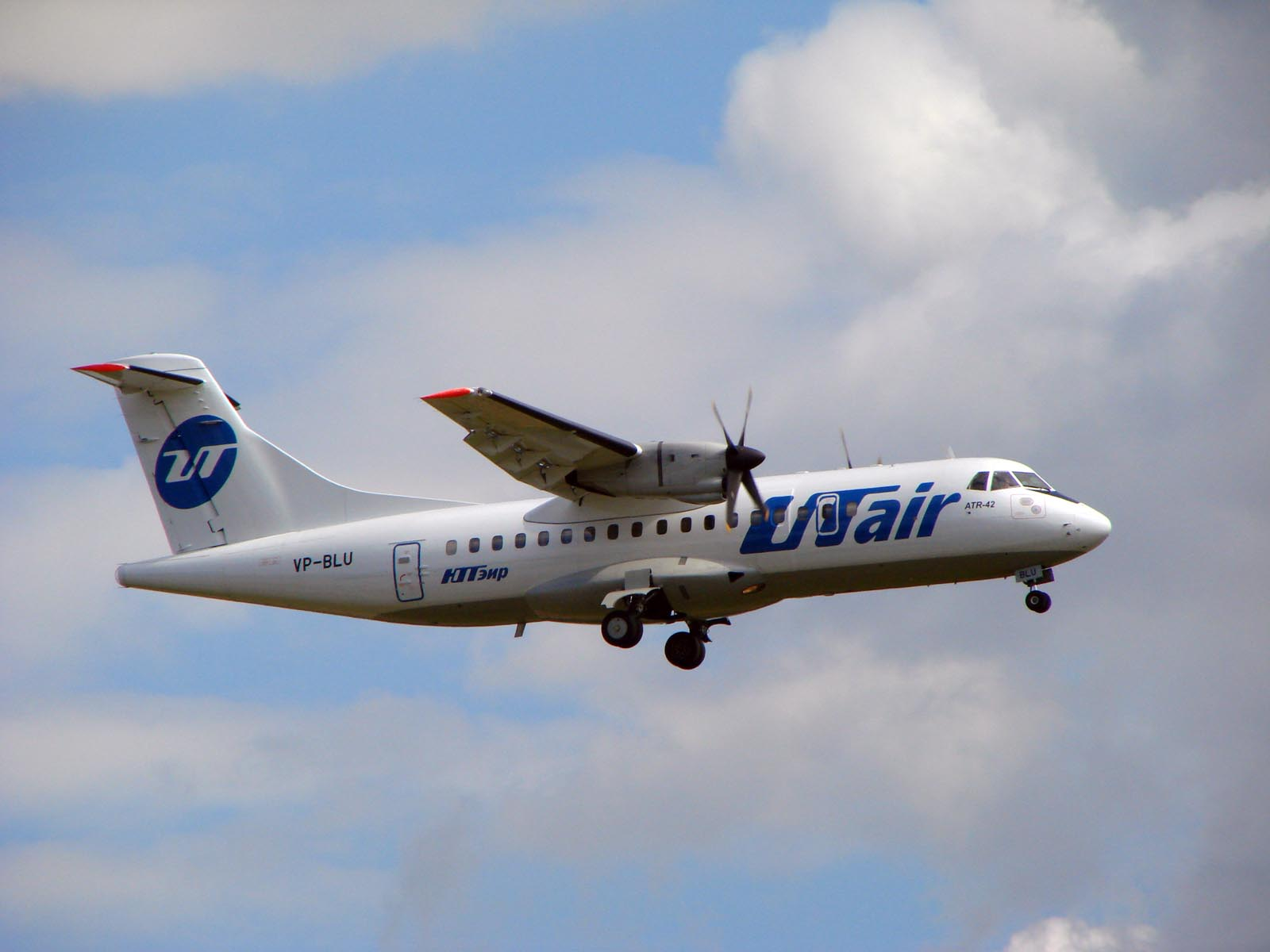
ATR 42-320, ЮТейр

ATR (фр. Avions de Transport Régional, італ. Aerei da Trasporto Regionale, українською вимовляється: АТееР) — франко-італійський виробник авіаційної техніки зі штаб-квартирою у французькому  місті Бланьяк, передмісті Тулузи.
Компанію було засновано в 1981 році як спільне підприємство Aérospatiale із Франції (нині Airbus) та Aeritalia (нині Leonardo) з Італії. Його основною продукцією є турбогвинтові регіональні пасажирські літаки ATR 42 та ATR 72. Компанія ATR продала більше 1600 літаків і має понад 200 операторів у більш ніж 100 країнах.

## Відомості
Виробничі потужності Leonardo в Помільяно д'Арко, що поблизу Неаполя, виробляють фюзеляж і хвостову частину літака. Крила збираються на заводі Sogerma в Бордо на заході Франції компанією Airbus France. Остаточне складання, льотні випробування, сертифікація та постачання є відповідальністю ATR у Тулузі.
Фірма  — світовий лідер у виробництві регіональних турбогвинтових літаків (від 40 до 74 місць).
На літак встановлювалися різні двигуни. Шість лопатей, котрими вони оснащені, дозволяють зменшити вібрацію та шум.
У вересні 2010 року ATR збудувала 900-тий літак - ATR 72-500 для авіакомпанії Linhas Aéreas.
Відомо (починаючи з 1994 року) шість значних аварій цього типу літаків, причини їх були різними.